# Sydmill Harris
Sydmill Elgin Harris (Hoofddorp, 12 gennaio 1982) è un ex cestista olandese, professionista in Italia.

## Palmarès
- ' Campionato olandese: 2

Amsterdam: 1999-00, 2000-01